# Classe O et P
Pour les autres classes de navires du même nom, voir Classe O et Classe P.
La classe O et P est une série de 16 destroyers construite pour la Royal Navy pendant la Seconde Guerre mondiale.

## Conception
Ces destroyers étaient conçus avec les mêmes machines que la classe J mais une coque plus petite, et un tonnage allégé. Il en résultait une vitesse supérieure. Par ailleurs, ils revenaient à la solution de 4 pièces de 102 mm (ou 120 mm sur 4 navires), en affûts simples, mais il s'agissait de Mk.V à tir rapide. Leur DCA et leurs tubes lance-torpilles restaient inchangés. Ces 16 navires pouvaient faire céder la place au banc de tubes lance-torpilles arrière par une pièce additionnelle de 102 mm.
En 1944-45, il recevaient 4 à 8 canons de 20 mm AA, et leur provision de grenades ASM allait jusqu'à 70, avec 4 mortiers.

## Service
Commandés en 1939, les navires ont été ordonnés dans le cadre du Programme d'Urgence de Guerre (en), également connu sous le nom de 1re et 2e Flottille d'Urgence.
Les navires servirent d'escorteurs de convois pendant la Seconde Guerre mondiale, certains ont été convertis en frégate anti-sous-marines dans les années 1950.
Le Packenham fut sabordé le 16 avril 1943 après un rude combat contre deux torpilleurs Italiens, le Partridge et le Porcupine furent coulés par les U-Boots en décembre 1942, le Panther et le Pathfinder par la Luftwaffe en 1943-45, et les autres seront rayés des listes dans les années soixante, sauf les Offa et Onslaught, devenant des unités de la Marine pakistanaise en 1949 et l'Oribi devenant une unité de la Marine turque en 1946.

## Les bâtiments

### Les destroyers du groupe O
| Nom           | Pennant number | Lancement       | Service effectif  | Chantier naval                                       | Fin de carrière                              | Photo |
| ------------- | -------------- | --------------- | ----------------- | ---------------------------------------------------- | -------------------------------------------- | ----- |
| HMS Oribi     | G66            | 14 janvier 1941 | 5 juillet 1941    | Fairfield Shipbuilding and Engineering Company Govan | vendu en 1946 à la Turquie et démoli en 1965 |       |
| HMS Offa      | G29            | 11 mars 1941    | 20 septembre 1941 | Fairfield Shipbuilding and Engineering Company Govan | vendu en 1949 au Pakistan et démoli en 1959  |       |
| HMS Onslow    | G17            | 31 mars 1941    | 8 octobre 1941    | John Brown & Company Clydebank                       | vendu en 1949 au Pakistan et démoli en 1980  |       |
| HMS Onslaught | G04            | 9 octobre 1941  | 19 juin 1942      | Fairfield Shipbuilding and Engineering Company Govan | vendu en 1951 au Pakistan et démoli en 1977  |       |
| HMS Obdurate  | G39            | 19 février 1942 | 3 septembre 1942  | William Denny and Brothers Dumbarton                 | démoli en 1965                               |       |
| HMS Opportune | G80            | 21 février 1942 | 14 août 1942      | John I. Thornycroft & Company Southampton            | démoli en 1955                               |       |
| HMS Orwell    | G98            | 2 avril 1942    | 17 octobre 1942   | John I. Thornycroft & Company Southampton            | démoli en 1965                               |       |
| HMS Obedient  | G48            | 30 avril 1942   | 30 octobre 1942   | William Denny and Brothers Dumbarton                 | démoli en 1962                               |       |

### Les destroyers du groupe P
| Nom            | Pennant number | Lancement       | Service effectif | Chantier naval                                       | Fin de carrière                                               | Photo |
| -------------- | -------------- | --------------- | ---------------- | ---------------------------------------------------- | ------------------------------------------------------------- | ----- |
| HMS Pakenham   | G06            | 28 janvier 1941 | 4 février 1942   | Hawthorn Leslie and Company Hebburn                  | sabordé par le Paladin au large de la Sicile le 16 avril 1943 |       |
| HMS Penn       | G77            | 12 février 1941 | 10 février 1942  | Vickers-Armstrongs Newcastle upon Tyne               | vendu pour démolition le 30 octobre 1950                      |       |
| HMS Petard     | G56            | 27 mars 1941    | 15 juin 1942     | Vickers-Armstrongs Newcastle upon Tyne               | démoli en 1967                                                |       |
| HMS Pathfinder | G10            | 10 avril 1941   | 13 avril 1942    | Hawthorn Leslie and Company Hebburn                  | démoli en 1948                                                |       |
| HMS Panther    | G41            | 28 mai 1941     | 12 décembre 1941 | Fairfield Shipbuilding and Engineering Company Govan | coulé par un raid aérien le 9 octobre 1943                    |       |
| HMS Porcupine  | G93            | 10 juin 1941    | 31 août 1942     | Vickers-Armstrongs Newcastle upon Tyne               | torpillé par l'U-602 le 9 décembre 1942                       |       |
| HMS Paladin    | G69            | 11 juin 1941    | 12 décembre 1941 | John Brown & Company Clydebank                       | démoli en 1962                                                |       |
| HMS Partridge  | G30            | 5 août 1941     | 22 février 1942  | Fairfield Shipbuilding and Engineering Company Govan | coulé par l'U-565 le 18 décembre 1942                         |       |